# Ракицкая, Зося Наполеоновна
Зося Наполеоновна Ракицкая (7 января 1930, Ленинград — 2004) — советская гребчиха. Заслуженный мастер спорта СССР (1963).

## Биография
Родилась 7 января 1930 года в Ленинграде. Выпускница Ленинградского инженерно-строительного института (1952), где в 1962 году окончила аспирантуру.
Выступала за ленинградское общество «Динамо». Тренировалась под руководством А. А. Ашкинади, Е. Данюшевского и Кирилла Путырского.
Семикратная чемпионка СССР (1953, 1954, 1955, 1957, 1958, 1961 — в двойке парной на дистанции 100 метров; 1963 — в четвёрке парной на дистанции 1000 метров).
Четырежды завоёвывала золото на чемпионатах Европы (1954, 1957, 1958 — в двойке парной; 1963 — в четвёрке распашной с рулевым). На первенстве 1963 года взяла серебряную медаль.
Кандидат технических наук (1962).
После завершения спортивной карьеры работала начальником отдела НИИ «Проектасбестцемент» в Ленинграде (1966—1976).
С 1976 по 1996 года являлась преподавателем Института повышения квалификации Министерства промышленности и строительных материалов.
Скончалась в 2004 году. Похоронена на Большеохтинском кладбище.